# Andrij Ševčenko
Andrij Mykolajovyč Ševčenko (ukrajinsky Андрій Миколайович Шевченко, v tisku často psaný jako Andrej Ševčenko, nar. 29. září 1976, vesnice Dvirkivščyna, Kyjevská oblast, Sovětský svaz) je ukrajinský trenér a bývalý fotbalový útočník a dlouholetý reprezentant. Byl považován za jednoho z nejsilnějších a nejúplnějších útočníků své generace. Fotbal začal hrát v týmu Dynamo Kyjev, s nímž vyhrál pět titulů a tři domácí poháry. V roce 1999 přestoupil do AC Milán, kde za sedm sezón a vyhrál jednou titul, domácí pohár i domácí superpohár. Také byl u vítězství v LM 2002/03 a superpoháru UEFA 2003. Po přestupu do Chelsea FC, vyhrál FA Cup a ligový pohár. Na poslední tři sezony se vrátil do mateřského klubu kde vyhrál Ukrajinský Superpohár. S národním týmem se zúčastnil MS 2006 a ME 2012.
Stal se vítězem ankety Zlatý míč 2004 a ve stejném roce byl zařazen na seznam 125 nejlepších žijících hráčů. Za svou kariéru vstřelil 67 branek ve 143 zápasech v klubové soutěže UEFA. Za reprezentaci vstřelil 48 branek, to jej řadí na 1. místo. V AC Milán se stal druhým nejlepším střelcem v historii.
Od listopadu 2021 je trenérem italského týmu Janov CFC.

## Klubová kariéra

### Kyjev
V roce 1986 upoutal pozornost pozorovatele Dynama Kyjev Aleksandra Spakova, když hrál na školním turnaji. Tak byl přidán do mládežnické akademie klubu. Navzdory počátečnímu odporu svého otce Nikolaje, který si přál, aby jeho syn šel po jeho stopách dokončením vojenské kariéry. Andrej pokračoval v hraní fotbalu, dokud nebyla činnost pozastavena kvůli jaderné katastrofě v Černobylu 1986, který donutil chlapce a jeho rodinu dočasně opustit svůj domov a pohybovat se podél pobřeží, aby unikli účinkům kontaminace.
Po návratu do Kyjeva se v klubové akademii okamžitě vyzdvihl své kvality. V roce 1989 se zúčastnil s dorostem mezinárodního turnaje v Itálii, s nímž vstřelil 10 branek. V roce 1990 hrál turnaj ve Walesu a byl oceněn samotným Rushem.
V letech 1993 a 1994 byl nejlepším střelcem rezervního týmu s 12 góly. V následující sezóně, 8. listopadu 1994 debutoval v utkání proti Šachtaru Doněck (3:1). Svůj první branku vstřelil 1. prosince 1994 proti Dnipru (4:2). V sezoně 1994/95 hraje poprvé proti Spartaku Moskva v LM (0:1) a první branku v vstřelil 7. prosince 1994 proti Bayernu Mnichov (1:4).
V následující sezóně vstřelil už 16 branek v 31 ligových zápasech (skončil na druhém místě v tabulce střelců), což vedlo k druhému titulu v řadě a vítězství domácího poháru. V sezóně 1996/97 opět vyhrál titul.
V sezónách LM 1997/98 a LM 1998/99 se definitivně stal špičkovým hráčem pod vedením trenéra Lobanovského. Dne 5. listopadu 1997 se zaznamenal tři branky v Barceloně (4:0). Dostal se až do čtvrtfinále, kde byl vyřazen pozdějším finalistou Juventusem. Sezónu uzavřel celkovým počtem 33 branek a titulem a domácím pohárem. V roce 1997 byl zvolen nejlepším hráčem ligy a ukrajinským fotbalistou roku.
V sezoně 1998/99 nastřílel celkem 33 branek v sezoně, opět vyhrál double (liga a národní pohár) a poprvé se stal nejlepším střelcem s 18 góly. Ve stejné sezoně v LM došel až do semifinále, kde podlehl Bayernu Mnichov. Spolu s Yorkem se stal nejlepším střelcem. Na konci roku skončil na třetím místě v anketě o Zlatý míč 1999. Po 184 utkání a 106 brankách se rozhodl přestoupit do italského klubu AC Milán.

### AC Milán
V květnu 1999 jej koupil tehdy za zhruba 25 milionů dolarů. První utkání hraje proti Parmě o italský superpohár (1:2) 21. srpna 1999. První branku vstřelil v 1. kole ligy proti US Lecce (2:2) 29. srpna. Sezonu zakončil 24 brankami a stal se nejlepším střelcem ligy. V následující sezoně opět nastřílel 24 branek a skončil v tabulce střelců na 2. místě. V LM skončil ve druhé fázy, ale nastřílel 6 branek z 10 utkání. V anketě o Zlatý míč byl opět na 3. místě. Sezonu 2001/02 zakončil 4. místem v lize a stal se semifinalistou v poháru UEFA, v němž vypadli s Borussii.
Sezonu 2002/03 začal zraněním ve 3 předkole v LM proti FC Slovan Liberec. Následovalo volno a sezonu zakončil jen 5 brankami v lize. V LM dával rozhodující branky ve vyřazovací části. Nejprve porazil ve čtvrtfinále Ajax (3:2)  a v semifinále proti Interu (1:1) díky jeho brance se AC Milán dostal po 8 letech do finále. Ve finále nastoupil od začátku utkání které skončilo 0:0. Po prodloužení přišli penalty a v ní dal rozhodující branku. Stal se prvním Ukrajincem, který získal tuto trofej. O tři dny později se stal vítězem domácího poháru.
Sezóna 2003/04 začala prohrou o Italský superpohár proti Juventusu. Pak přišlo vítězství o Superpohár UEFA. V utkání proti Portu dal jedinou branku utkání. Sezonu zakončil 24 brankami a stal se nejlepším střelcem ligy a s klubem získal titul.
V následující sezoně 2004/05, vstřelil v utkání o Italský superpohár všechny branky do sítě Lazia (3:0). Na konci roku vyhrál anketu o Zatý míč a fotbalista Pelé jej zařadil na seznam FIFA 100. Také získal od prezidenta Ukrajiny Kučmy nejvyšší ukrajinský titul, titul Hrdina Ukrajiny. Ligu dokončil na druhém místě a vstřelil v nich 17 branek. V LM nastřílel 6 branek v 11 zápasech a pomohl k postupu do finále proti Liverpoolu. Zápas skončil výsledkem 3:3, v prodloužení měl několik šancí vstřelit branku. Utkání se rozhodlo až na penalty. Stejně jako ve finále LM 2002/03 byl u páté rozhodující střele. Tentokrát střelu odrazil brankář Jerzy Dudek, čímž rozhodl o vítězství soupeřů.
Sezona 2005/06: liga 19 branek ve 28 zápasech, LM 9 branek ve 12 zápasech (nejlepší střelec), sezona se mu povedla jen trofeje nevyhrál. V lize klub dostal za korupční skandál odečet 30 bodů a v LM vypadli v semifinále s Barcelonou. Dne 23. listopadu 2005, v utkání LM proti Fenerbahçe SK (4:0) vstřelil čtyři branky, čímž se stal jedním z deseti hráčů, kteří v zápase zaznamenali tolik branek. V utkání proti Trevisu 8. února 2006 se stal druhým nejlepším střelcem v historii AC Milán, hned za Nordahlem. V květnu 2006 se v ligovém utkání proti Parmě (3:2) zranil na utkání. To byl jeho poslední utkání v sezoně. V následujících týdnech oznámil prezident Silvio Berlusconi odchod do anglického klubu Chelsea FC.  Za sedm sezon u Rossoneri odehrál celkem 296 utkání a vstřelil 173 branek. Získal celkem 5 trofejí a řadu individuálních cen.

### Chelsea
Dne 31. května 2006 se stal oficiálně hráčem anglického klubu Chelsea FC. K týmu se zapojil po MS 2006.
První utkání odehraje a také první branku vstřelí při anglickém superpoháru 2006 13. srpna 2006 proti Liverpoolu (1:2). První branku v lize vstřelil 23. srpna proti Middlesbrough (1:2). Během sezony nestřílí branky a v zimě roku 2006 se objevili zprávy o přestupu. Nakonec zůstal a pomohl blues obsadit 2. místo v lize. V LM dokráčí do semifinále kde jej vyřadil Liverpool na penalty. Celkem vstřelil za sezonu 14 branek z 51 utkání. Po těchto výkonech které byli pod očekáváním se tisk i televize profilovaly možný návrat AC Milán během letního přestupového trhu. Oba kluby však okamžitě odmítly jakýkoli kontakt.
V sezóně 2007/08 nenašel v týmu mnoho prostoru. Často byl na tribuně a nezbylo pro něj místo ani na lavičce. V lize odehrál 17 utkání a v LM jich odehrál jen 5. Tým postoupil do finále, ale v něm si proti Manchesteru United (1:1) nezahrál a sledoval porážku na penalty z lavičky. I když po skončení sezony se vyrojili zvěsti o přestupu zpět k Rossoneri, hráč se popřel.

### Návrat do Milána
Po sérii vyjednávaní se 23. srpna 2008 po několika schůzkách mezi Abramovičem a Berlusconim se Andrej vrátil do AC Milán na hostování. Po svém návratu hrál s číslem 76, protože s tradiční 7 hraje Pato. Sezona se mu nepovedla. V lize nevstřelí branku a hrál velmi málo. Za celou sezonu vstřelil jen dvě branky a to v domácím poháru a v Poháru UEFA. Na konci sezóny se jej klub rozhodl nevykoupit a tak se vrátil do Chelsea FC. I tak se předvedl celkem ve 322 utkání za Rossoneri a vstřelil 175 branek což je druhé místo v tabulce střelců v AC Milán.

### Návrat do Kyjeva
Po návratu z hostování do Chelsea FC odehrál jedno utkání. Dne 29. srpna přišla zpráva že klub souhlasil k přestupu do mateřského Dynama zadarmo. Po deseti letech se vrátil tam kde začal hrát velký fotbal. Rozhodl se hrát číslem 7 a ne číslo 10, které nosil na začátku kariéry.
Za Dynamo odehrál poslední tři sezony kariéry. Nejlepšího umístění v lize bylo vždy 2. místo a jednou hrál i finále domácího poháru. Poslední utkání odehrál 10. května 2012 proti Simferopolu (1:1). Celkem za mateřský klub odehrál 267 utkání a vstřelil 136 branek. Dne 28. července 2012 v rozhovoru pro oficiální web Dynama Kyjev prohlásil, že končí fotbalovou karieru, aby se mohl věnovat politice.

## Reprezentační kariéra
Byl reprezentantem již v kategorii U18. Dne 11. října 1994 debutoval ve věku 18 let v reprezentaci U21 proti Slovinsku.
Za seniorskou reprezentaci odehrál první utkání 25. března 1995 ve věku 18 let a 177 dní proti Chorvatsku (0:4)  a první branku vstřelil proti Turecku (2:3) 1. května 1995. Stal se nejmladším střelcem v historii svého národního týmu (rekord překonal o dvacet let později Oleksandr Zinčenko).
Kvalifikaci na MS 1998 se s národním týmem umístil na 2. místě v 9 skupině. Tým si zajistil baráž, ale prohrál v ní s Chorvatskem (0:2, 1:1). Vstřelil v nich 4 branky v 8 utkání. Další kvalifikaci odehrál pro ME 2000. A také tady prohrál tým v baráži, tentokrát se Slovínsku (1:2, 1:1).
V roce 2000 se trenérem stal Valerij Lobanovskij s úkolem kvalifikovat tým na MS 2002. A zase si tým zajistil baráž. V baráži narazí na silné Německo které je poráží (1:1, 1:1).  Andrej vstřelil celkem 10 branek. Dne 17. dubna 2002 si při přátelském utkání proti Gruzii (2:1) navlékl kapitánskou pásku.
Velkým úspěchem s reprezentací dosáhl v roce 2006 kdy pomohl vyhrát kvalifikační skupinu na MS 2006. Andrej byl kapitánem a vůdcem týmu když zaznamenal 6 branek. Na turnaji dokráčel jako kapitán s reprezentací do čtvrtfinále. Tam je vyřadila Itálie (0:3).
Na ME 2008 se nekvalifikovali a na MS 2010 prohráli v baráži s Řeckem (0:0, 0:1). Dne 8. října 2010 při přátelském utkání proti Kanadě nastoupil do 100 utkání za národní tým.
Poslední turnaj odehrál na domácím ME 2012. Národní tým se neprobojoval přes skupinu do vyřazovacích bojů. Po posledním utkání za reprezentaci proti Anglii (0:1) ukončil fotbalovou kariéru. Za 17 let v národním dresu odehrál 111 utkání a vstřelil 48 branek.

## Trenérská kariéra
Dne 11. listopadu 2012 se novým prezidentem Ukrajinské federace stal Anatolij Koňkov a nabídl mu trenérský post reprezentace. Bývalý útočník ji odmítl. Dne 16. února 2016 se stává asistentem trenéra reprezentace který vede trenér Mychajlo Fomenko.
Trenérem reprezentace se stal 12. července 2016 po ME 2016. 
V květnu 2019 se v mediích objevuje zprava že by měl trénovat bývalý klub AC Milán. To se nepotvrdí a věnuje se reprezentaci se kterou chce postoupit na ME 2020. To se podaří, když vyhrál svou skupinu. Ale trenérem AC Milán se jednou chce stát.
Počátkem listopadu 2021 se stal trenérem Janov CFC. Podepsal trenérskou smlouvu do roku 2023 s opcí na jednoroční prodloužení.

## Přestupy
- z FK Dynamo Kyjev do AC Milán za 23 900 000 Euro
- z AC Milán do Chelsea FC za 43 800 000 Euro
- z Chelsea FC do AC Milán zadarmo (hostování)
- z Chelsea FC do FK Dynamo Kyjev zadarmo

## Hráčská statistika
| Sezóna  | Klub            | Liga           | Liga   | Liga | Ligové poháry | Ligové poháry | Ligové poháry | Kontinentální poháry | Kontinentální poháry | Kontinentální poháry | Celkem | Celkem |
| Sezóna  | Klub            | Soutěž         | Zápasy | Góly | Soutěž        | Zápasy        | Góly          | Soutěž               | Zápasy               | Góly                 | Zápasy | Góly   |
| ------- | --------------- | -------------- | ------ | ---- | ------------- | ------------- | ------------- | -------------------- | -------------------- | -------------------- | ------ | ------ |
| 1994/95 | FK Dynamo Kyjev | Premjer-liha   | 17     | 1    | UP            | 4             | 1             | LM                   | 2                    | 1                    | 23     | 3      |
| 1995/96 | FK Dynamo Kyjev | Premjer-liha   | 31     | 16   | UP            | 5             | 1             | LM                   | 2                    | 2                    | 38     | 19     |
| 1996/97 | FK Dynamo Kyjev | Premjer-liha   | 20     | 6    | UP            | 0             | 0             | LM+UEFA              | 0+0                  | 0                    | 20     | 6      |
| 1997/98 | FK Dynamo Kyjev | Premjer-liha   | 23     | 19   | UP            | 8             | 8             | LM                   | 10*                  | 6*                   | 41     | 33     |
| 1998/99 | FK Dynamo Kyjev | Premjer-liha   | 26     | 18   | UP            | 4             | 5             | LM                   | 14*                  | 10*                  | 44     | 33     |
| 1999/00 | AC Milán        | Serie A        | 32     | 24   | IP+IS         | 4+1           | 4+0           | LM                   | 6                    | 1                    | 43     | 29     |
| 2000/01 | AC Milán        | Serie A        | 34     | 24   | IP            | 3             | 1             | LM                   | 14*                  | 9*                   | 51     | 34     |
| 2001/02 | AC Milán        | Serie A        | 29     | 14   | IP            | 3             | 0             | UEFA                 | 6                    | 3                    | 38     | 17     |
| 2002/03 | AC Milán        | Serie A        | 24     | 5    | IP            | 4             | 1             | LM                   | 11*                  | 4*                   | 39     | 10     |
| 2003/04 | AC Milán        | Serie A        | 32     | 24   | IP+IS         | 1+1           | 0             | LM+ES+IP             | 9+1+1                | 4+1+0                | 45     | 29     |
| 2004/05 | AC Milán        | Serie A        | 29     | 17   | IP+IS         | 0+1           | 0+3           | LM                   | 10                   | 6                    | 40     | 26     |
| 2005/06 | AC Milán        | Serie A        | 28     | 19   | IP            | 0             | 0             | LM                   | 12                   | 9                    | 40     | 28     |
| 2006/07 | Chelsea FC      | Premier League | 30     | 4    | AP+ALP+AS     | 6+4+1         | 3+3+1         | LM                   | 10                   | 3                    | 51     | 14     |
| 2007/08 | Chelsea FC      | Premier League | 17     | 5    | AP+ALP        | 1+2           | 0+2           | LM                   | 5                    | 1                    | 25     | 8      |
| 2008/09 | AC Milán        | Serie A        | 18     | 0    | IP            | 1             | 1             | UEFA                 | 7                    | 1                    | 26     | 2      |
| 2009    | Chelsea FC      | Premier League | 1      | 0    | AS            | 0             | 0             | LM                   | 0                    | 0                    | 1      | 0      |
| 2009/10 | FK Dynamo Kyjev | Premjer-liha   | 21     | 7    | UP            | 2             | 0             | LM                   | 6                    | 1                    | 29     | 8      |
| 2010/11 | FK Dynamo Kyjev | Premjer-liha   | 18     | 10   | UP            | 2             | 1             | LM+EL                | 4+8                  | 2+3                  | 32     | 16     |
| 2011/12 | FK Dynamo Kyjev | Premjer-liha   | 16     | 6    | UP+US         | 1+0           | 0             | LM+EL                | 1+4                  | 0                    | 22     | 6      |
| Celkově | Celkově         | Celkově        | 496    | 235  | -             | 64            | 40            | -                    | 143                  | 67                   | 703    | 342    |

Poznámky
- i s předkolem.

## Reprezentační statistika

### Statistika na velkých turnajích
| Reprezentace | Rok  | Zápasy             | Zápasy | Zápasy         | Zápasy           | Zápasy           | Zápasy            |
| Reprezentace | Rok  | Fáze turnaje       | Datum  | Soupeř         | Odehraných minut | Vstřelené branky | Výsledek          |
| ------------ | ---- | ------------------ | ------ | -------------- | ---------------- | ---------------- | ----------------- |
| Ukrajina     | 2006 | 1 zápas ve skupině | 14. 6. | Španělsko      | 90               | 0                | 0:4               |
| Ukrajina     | 2006 | 2 zápas ve skupině | 19. 6. | Saúdská Arábie | 86               | 1                | 4:0               |
| Ukrajina     | 2006 | 3 zápas ve skupině | 23. 6. | Tunisko        | 88               | 1                | 1:0               |
| Ukrajina     | 2006 | Osmifinále         | 26. 6. | Švýcarsko      | 120              | 0                | 0:0 (3:0) na pen. |
| Ukrajina     | 2006 | Čtvrtfinále        | 30. 6. | Itálie         | 90               | 0                | 0:3               |
| Ukrajina     | 2012 | 1 zápas ve skupině | 11. 6. | Švédsko        | 81               | 2                | 2:1               |
| Ukrajina     | 2012 | 2 zápas ve skupině | 15. 6. | Francie        | 90               | 0                | 0:2               |
| Ukrajina     | 2012 | 3 zápas ve skupině | 19. 6. | Anglie         | 20               | 0                | 0:1               |

## Trenérská statistika
Do 17. listopadu 2020
| Rok         | Reprezentace | Turnaj                 | Turnaj | Turnaj | Turnaj | Turnaj | Turnaj                     |
| Rok         | Reprezentace | Soutěž                 | Zápasy | Výhry  | Remízy | Prohry | Umístění                   |
| ----------- | ------------ | ---------------------- | ------ | ------ | ------ | ------ | -------------------------- |
| 2016 + 2017 | Ukrajina     | Kvalifikace na MS 2018 | 10     | 5      | 2      | 3      | 3. místo (nepostup)        |
| 2018        | Ukrajina     | Liga národů UEFA       | 4      | 3      | 0      | 1      | 1. místo v lize B (postup) |
| 2019        | Ukrajina     | Kvalifikace na ME 2020 | 10     | 6      | 3      | 1      | 1. místo (postup)          |
| 2020        | Ukrajina     | Liga národů UEFA       | 6      | 2      | 0      | 4      | 4. místo v lize A (sestup) |
| od 2016     | Ukrajina     | Přátelské utkání       | 13     | 5      | 5      | 3      | -                          |
| Celkově     | Celkově      | Celkově                | 43     | 16     | 8      | 9      |                            |

## Úspěchy

### Klubové
- 5× vítěz ukrajinské ligy (1994/95, 1995/96, 1996/97, 1997/98, 1998/99)
- 1× vítěz italské ligy (2003/04)
- 3× vítěz ukrajinského poháru (1995/96, 1997/98, 1998/99)
- 1× vítěz italského poháru (2002/03)
- 1× vítěz anglického poháru (2006/07)
- 1× vítěz anglického ligového poháru (2006/07)
- 1× vítěz ukrajinského superpoháru (2011)
- 3× vítěz poháru Společenství nezávislých států (1996, 1997, 1998)
- 1× vítěz italského superpoháru (2004)
- 1× vítěz Ligy mistrů UEFA (2002/03)
- 1× vítěz evropského superpoháru (2003)

### Reprezentační
- 1× na MS (2006)
- 1× na ME (2012)

### Individuální
- 1× Zlatý míč (2004)
- 6× ukrajinský Fotbalista roku (1997, 1999, 2000, 2001, 2004, 2005)[70]
- 1× ukrajinský sportovec roku (1999)[70]
- 2× Fotbalista roku Baltic a CIS (2004, 2005)
- 2× nejlepší hráč ligy (1996/97, 1999/00)
- 1× nejlepší útočník UEFA (1999)
- 3× nejlepší střelec ligy (1998/99, 1999/00, 2003/04)
- 2× nejlepší střelec Ligy mistrů UEFA (1998/99, 2005/06)
- 1× nejlepší střelec CIS Cupu (1997)
- 1× nejlepší střelec kvalifikace na Mistrovství světa (2002)
- All Stars Team UEFA (2004, 2005)
- All Stars Team ESM (2000, 2004, 2005)
- All Stars Team FIFPro (2005)
- člen Golden Foot (od roku 2005)
- člen FIFA 100 [1]

### Vyznamenání
- Řád za zásluhy III třídy – 15. října 1999 – udělil prezident Leonid Kučma[71]
- Řád za zásluhy II třídy – 4. června 2003 – udělil prezident Leonid Kučma[72]
- Hrdina Ukrajiny 31. prosince 2004 – za vynikající sportovní výsledky a za výjimečný osobní přínos k rozvoji ukrajinského fotbalu ke zlepšení image Ukrajiny ve světě[73]
- Řád za odvahu III třídy – 2006 – udělil prezident Viktor Juščenko[74]
- Řád za zásluhy I třídy – 5. července 2012 – udělil prezident Viktor Janukovyč[75]